# Wet Willie
Wet Willie es una banda de rock estadounidense originaria de Mobile, Alabama. Su canción más conocida, "Keep On Smilin'", llegó a la décima posición en la lista Billboard Hot 100 en agosto de 1974. Otras canciones del grupo figuraron en las listas de éxitos en los años setenta. El sonido de la banda puede ser enmarcado dentro del rock sureño, similar al de bandas como Blackfoot, Lynyrd Skynyrd y Molly Hatchet.

## Discografía
| Wet Willie                  | - Lanzamiento: 1971 - Disquera: Capricorn |     |
| Wet Willie II               | - Lanzamiento: 1972 - Disquera: Capricorn | —   |
| Keep On Smilin'             | - Lanzamiento: 1974 - Disquera: Capricorn | 41  |
| Dixie Rock                  | - Lanzamiento: 1975 - Disquera: Capricorn | 114 |
| The Wetter The Better       | - Lanzamiento: 1976 - Disquera: Capricorn | 133 |
| Manorisms                   | - Lanzamiento: 1977 - Disquera: Epic      | 118 |
| Which One's Willie?         | - Lanzamiento: 1979 - Disquera: Epic      | 172 |
| "—" no figuró en las listas |                                           |     |

## Personal
- Jimmy Hall - voz
- Jack Hall - bajo
- Donna Hall Foster - voz
- T.K. Lively - batería
- Ric Seymour - guitarra
- Ricky Chancey - guitarra
- Bobby Mobley - teclado